# Classic Rock Radio
Classic Rock Radio est une radio privée allemande du Land de Sarre.

## Programme
Le programme se compose de chansons rock des années 1960, 1970 et 1980.
Filiale de Radio Salü, elle diffuse des blocs d'informations produits par la radio-mère.

### Source de la traduction
- (de) Cet article est partiellement ou en totalité issu de l’article de Wikipédia en allemand intitulé « Classic Rock Radio » (voir la liste des auteurs).